# Abaciscus yangtseina
Abaciscus yangtseina är en fjärilsart som beskrevs av Eugen Wehrli 1943. Abaciscus yangtseina ingår i släktet Abaciscus och familjen mätare. Inga underarter finns listade i Catalogue of Life.